# Hygrophila schulli
Hygrophila schulli é uma espécie de planta com flor pertencente à família Acanthaceae.
A autoridade científica da espécie é (Buch.-Ham.) M.R. Almeida & S.M. Almeida, tendo sido publicada em Journal of the Bombay Natural History Society 83 (Suppl.): 221. 1987.

## Moçambique
Trata-se de uma espécie presente no território moçambicano, nomeadamente em Niassa, Zambézia, Manica e Sofala, Gaza-Inhambane e Maputo (regiões como estão definidas na obra Flora Zambesiaca).
Em termos de naturalidade trata-se de uma espécie nativa. .